# Football Club Sochaux-Montbéliard
Il Football Club Sochaux-Montbéliard, abbreviato spesso in FCSM o Sochaux, è una società calcistica francese che rappresenta i comuni di Sochaux e Montbéliard. Milita in Championnat National, la terza serie del campionato francese di calcio, dal 2023-2024.
Disputa le partite interne nello Stadio Auguste Bonal di Montbéliard (20 005 posti), città nella quale ha sede anche il club.
Nella sua storia ha vinto 2 campionati francesi, 2 Coppe di Francia e una Coppa di Lega francese. Ha inoltre disputato una semifinale di Coppa UEFA nella stagione 1980-1981, perdendo contro l'AZ Alkmaar.

## Storia

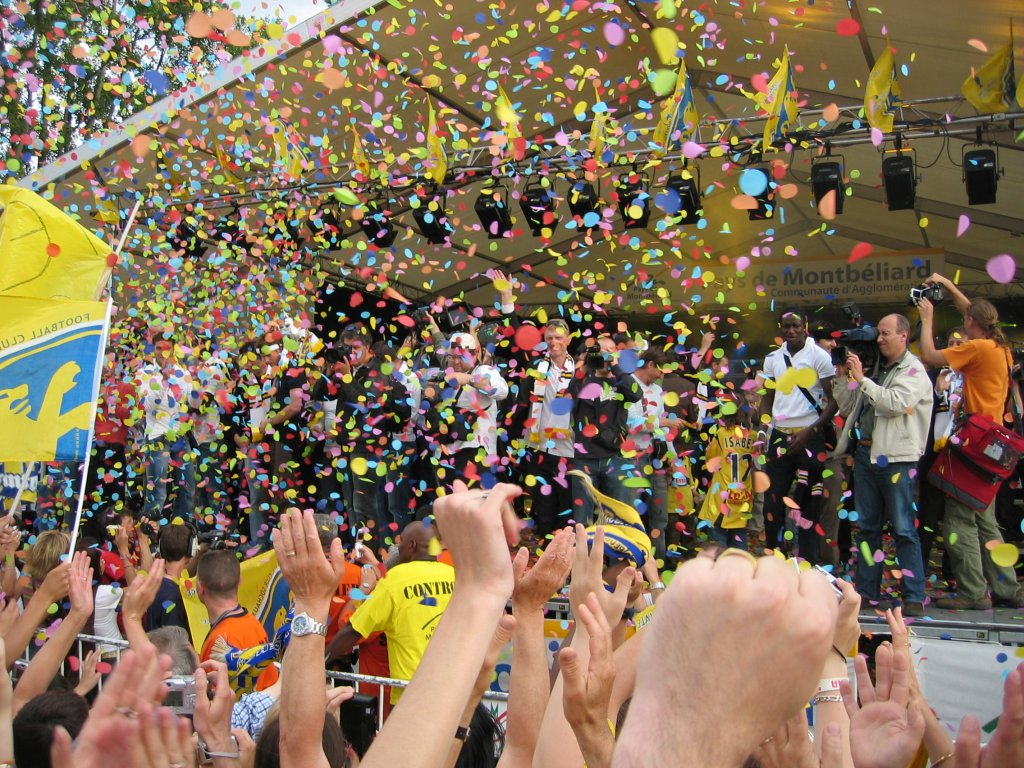
I tifosi festeggiano la vittoria della coppa nazionale nel 2007

Il Football Club di Sochaux nacque nel 1928 per iniziativa di Jean-Pierre Peugeot, erede della famosa casa automobilistica, il quale intendeva costituire una compagine calcistica di alto livello. Da allora in poi, il club ha vinto due campionati, due coppe nazionali e una Coppa di Lega. Al termine della stagione 2013-2014 è arrivata la retrocessione in seconda divisione dopo una lunga permanenza in Ligue 1.
Nel 2015 la Peugeot ha ceduto la società al gruppo Ledus di Hong Kong. Nell'aprile 2020 lo Sochaux è diventato ufficialmente proprietà del gruppo cinese Nenking.
Con quest'ultima società il club va incontro ad una crisi finanziaria e il 28 giugno 2023, nonostante il nono posto in campionato, viene retrocessa in Championnat National.

### Coppa Peugeot
Dopo una fusione con l'A.S. Montbéliard nel 1930, il sodalizio cambiò nome in FCSM e propose ai migliori club francesi di disputare una competizione denominata Coppa Peugeot, da giocarsi tra sedici squadre divise in due raggruppamenti da otto ciascuno. Si trattò della competizione antesignana del campionato francese di calcio.
La prima edizione si disputò nel 1931 a Sochaux e vide il trionfo in finale della squadra di casa, che batté per 6-1 l'Olympique Lillois. Al termine della seconda edizione, nel 1932, la federazione calcistica francese riconobbe ufficialmente il calcio professionistico e decise di creare un campionato unificato.

## Colori e simboli

### Simboli ufficiali

Stemma utilizzato dal 2002 al 2010
Stemma utilizzato dal 2010 al 2015
Stemma in uso dal 2015

## Allenatori
| N. | Nome              | Periodo   |
| 1  | Maurice Bailly    | 1928-1929 |
| 2  | Victor Gibson     | 1929-1934 |
| 3  | Maurice Bailly    | 1934      |
| 4  | Conrad Ross       | 1934-1935 |
| 5  | André Abegglen    | 1935-1936 |
| 6  | Conrad Ross       | 1936-1939 |
| 7  | Paul Wartel       | 1939-1944 |
| 8  | Étienne Mattler   | 1944-1946 |
| 9  | Maurice Bailly    | 1946      |
| 10 | Paul Wartel       | 1946-1952 |
| 11 | Gabriel Dormois   | 1952-1960 |
| 12 | Paul Wartel       | 1960      |
| 13 | Louis Dupal       | 1960-1962 |
| 14 | Roger Hug         | 1962-1967 |
| 15 | Georges Vuillaume | 1967      |

| N. | Nome              | Periodo   |
| 16 | Dobrosav Krstić   | 1967-1969 |
| 17 | Paul Barret       | 1969-1977 |
| 18 | Jean Fauvergue    | 1977-1981 |
| 19 | Pierre Mosca      | 1981-1984 |
| 20 | Silvester Takač   | 1984-1985 |
| 21 | Jean Fauvergue    | 1985-1987 |
| 22 | Paul Barret       | 1987      |
| 23 | Silvester Takač   | 1987-1994 |
| 24 | Jacques Santini   | 1994-1995 |
| 25 | Didier Notheaux   | 1995-1996 |
| 26 | Faruk Hadžibegić  | 1996-1998 |
| 27 | Philippe Anziani  | 1998-1999 |
| 28 | Jean Fernandez    | 1999-2002 |
| 29 | Guy Lacombe       | 2002-2005 |
| 30 | Dominique Bijotat | 2005-2006 |

| N. | Nome                          | Periodo        |
| 31 | Alain Perrin                  | 2006-2007      |
| 32 | Frédéric Hantz                | 2007           |
| 33 | Jean-Luc Ruty                 | dic. 2007      |
| 34 | Francis Gillot                | 2008-2011      |
| 35 | Mécha Baždarević              | 2011-2012      |
| 36 | Éric Hély                     | 2012-2013      |
| 37 | Omar Daf (interim)            | 2013           |
| 38 | Hervé Renard                  | 2013-2014      |
| 39 | Olivier Echouafni             | 2014-set 2015  |
| 40 | Omar Daf, Éric Hély (interim) | set. 2015      |
| 41 | Albert Cartier                | ott 2015-2017  |
| 42 | Peter Zeidler                 | 2017-2018      |
| 43 | José Manuel Aira              | 2018-nov. 2018 |
| 44 | Omar Daf                      | nov. 2018-     |

## Organico

### Rosa 2023-2024
Rosa aggiornata al 19 febbraio 2024
| N. |                           | Ruolo | Calciatore           |
| -- | ------------------------- | ----- | -------------------- |
| 1  | Francia (bandiera)        | P     | Mathieu Patouillet   |
| 2  | Francia (bandiera)        | D     | Nolan Galves         |
| 3  | Portogallo (bandiera)     | D     | Amílcar Silva        |
| 4  | Francia (bandiera)        | D     | Arthur Vitelli       |
| 5  | Rep. del Congo (bandiera) | D     | Christ Makosso       |
| 5  | Martinica (bandiera)      | D     | Boris Moltenis       |
| 6  | Francia (bandiera)        | C     | Mouhamadou Drammeh   |
| 8  | Francia (bandiera)        | C     | Kévin Hoggas         |
| 9  | Costa d'Avorio (bandiera) | A     | N'Dri Philippe Koffi |
| 10 | Francia (bandiera)        | C     | Roli Pereira de Sa   |
| 11 | Costa d'Avorio (bandiera) | C     | Issouf Macalou       |
| 14 | Svizzera (bandiera)       | D     | Sidy Diagne          |
| 15 | Madagascar (bandiera)     | D     | Thomas Fontaine      |
| 16 | Francia (bandiera)        | P     | Baptiste Valette     |

| N. |                    | Ruolo | Calciatore          |
| -- | ------------------ | ----- | ------------------- |
| 17 | Francia (bandiera) | C     | Noah Fatar          |
| 19 | Francia (bandiera) | D     | Julien Dacosta      |
| 20 | Benin (bandiera)   | C     | Jodel Dossou        |
| 21 | Francia (bandiera) | C     | Dimitri Liénard     |
| 22 | Mali (bandiera)    | C     | Kévin Zohi          |
| 24 | Francia (bandiera) | C     | Malcolm Viltard     |
| 25 | Francia (bandiera) | C     | Alex Daho           |
| 27 | Francia (bandiera) | C     | Diego Michel        |
| 28 | Francia (bandiera) | D     | Maxime Bastian      |
| 30 | Haiti (bandiera)   | P     | Alexandre Pierre    |
| 33 | Francia (bandiera) | A     | Martin Lecolier     |
| 34 | Francia (bandiera) | C     | Allan Ackra         |
| 35 | Francia (bandiera) | D     | Dalangunypole Gomis |
| 36 | Francia (bandiera) | C     | Elie Kayembe        |

### Rosa 2022-2023
Rosa aggiornata al 5 febbraio 2023
| N. |                    | Ruolo | Calciatore         |
| -- | ------------------ | ----- | ------------------ |
| 4  | Senegal (bandiera) | D     | Abdallah Ndour     |
| 5  | Marocco (bandiera) | D     | Saad Agouzoul      |
| 6  | Francia (bandiera) | C     | Roli Pereira de Sa |
| 7  | Francia (bandiera) | A     | Tony Mauricio      |
| 8  | Francia (bandiera) | C     | Damien Le Tallec   |
| 9  | Mali (bandiera)    | A     | Ibrahim Sissoko    |
| 10 | Francia (bandiera) | C     | Gaëtan Weissbeck   |
| 11 | Francia (bandiera) | A     | Maxime Do Couto    |
| 15 | Francia (bandiera) | A     | Aldo Kalulu        |
| 16 | Francia (bandiera) | P     | Maxence Prévot     |
| 18 | Francia (bandiera) | D     | Yoël Armougom      |
| 19 | Francia (bandiera) | D     | Daylam Meddah      |
| 20 | Mali (bandiera)    | C     | Sambou Yatabaré    |

| N. |                           | Ruolo | Calciatore        |
| -- | ------------------------- | ----- | ----------------- |
| 21 | Spagna (bandiera)         | A     | Eliezer Mayenda   |
| 22 | Francia (bandiera)        | D     | Ismaël Aaneba     |
| 24 | Benin (bandiera)          | C     | Jodel Dossou      |
| 27 | Francia (bandiera)        | A     | Hermann Tebily    |
| 28 | Francia (bandiera)        | D     | Julien Faussurier |
| 29 | Francia (bandiera)        | D     | Valentin Henry    |
| 30 | Algeria (bandiera)        | P     | Mehdi Jeannin     |
| 34 | Rep. del Congo (bandiera) | D     | Christ Makosso    |
| 50 | Francia (bandiera)        | P     | Manu Agro         |
| 70 | Mali (bandiera)           | C     | Moussa Doumbia    |
| 77 | Senegal (bandiera)        | C     | Franck Kanouté    |
| 80 | Francia (bandiera)        | C     | Skelly Alvero     |
| 95 | Francia (bandiera)        | C     | Younès Kaabouni   |

### Rosa 2021-2022
Rosa aggiornata al 26 novembre 2021
| N. |                    | Ruolo | Calciatore        |
| -- | ------------------ | ----- | ----------------- |
| 1  | Algeria (bandiera) | P     | Mehdi Jeannin     |
| 2  | Francia (bandiera) | D     | Marvin Senaya     |
| 3  | Francia (bandiera) | D     | Julien Faussurier |
| 4  | Senegal (bandiera) | D     | Abdallah Ndour    |
| 6  | Senegal (bandiera) | C     | Ousseynou Thioune |
| 7  | Francia (bandiera) | A     | Tony Mauricio     |
| 8  | Senegal (bandiera) | C     | Joseph Lopy       |
| 9  | Francia (bandiera) | A     | Yann Kitala       |
| 10 | Francia (bandiera) | C     | Younès Kaabouni   |
| 11 | Benin (bandiera)   | A     | Jodel Dossou      |
| 13 | Francia (bandiera) | A     | Maxime Do Couto   |
| 14 | Francia (bandiera) | C     | Rassoul Ndiaye    |
| 15 | Francia (bandiera) | A     | Aldo Kalulu       |
| 16 | Francia (bandiera) | P     | Maxence Prévot    |

| N. |                    | Ruolo | Calciatore            |
| -- | ------------------ | ----- | --------------------- |
| 17 | Francia (bandiera) | C     | Steve Ambri           |
| 18 | Senegal (bandiera) | D     | Christophe Diedhiou   |
| 20 | Francia (bandiera) | A     | Hermann Tebily        |
| 22 | Francia (bandiera) | D     | Ismaël Aaneba         |
| 23 | Algeria (bandiera) | C     | Samy Faraj            |
| 24 | Francia (bandiera) | C     | Malcolm Viltard       |
| 25 | Francia (bandiera) | D     | Nathan Zohoré         |
| 26 | Francia (bandiera) | A     | Alan Virginius        |
| 27 | Mali (bandiera)    | A     | Adama Niane           |
| 28 | Francia (bandiera) | C     | Gaëtan Weissbeck      |
| 29 | Francia (bandiera) | D     | Valentin Henry        |
| 34 | Francia (bandiera) | A     | Elias Filet           |
| 40 | Francia (bandiera) | P     | Quentin Galvez Diarra |
| 98 | Senegal (bandiera) | C     | Franck Kanouté        |

### Rosa 2020-2021
Rosa aggiornata all'8 gennaio 2021
| N. |                           | Ruolo | Calciatore        |
| -- | ------------------------- | ----- | ----------------- |
| 1  | Algeria (bandiera)        | P     | Mehdi Jeannin     |
| 2  | Francia (bandiera)        | D     | Pape Paye         |
| 3  | Guinea (bandiera)         | D     | Florentin Pogba   |
| 4  | Senegal (bandiera)        | D     | Abdallah Ndour    |
| 5  | Francia (bandiera)        | D     | Johan Martial     |
| 6  | Senegal (bandiera)        | C     | Ousseynou Thioune |
| 7  | Francia (bandiera)        | C     | Bryan Soumaré     |
| 8  | Algeria (bandiera)        | C     | Sofiane Daham     |
| 9  | Francia (bandiera)        | A     | Yann Kitala       |
| 10 | Francia (bandiera)        | A     | Fabien Ourega     |
| 13 | Francia (bandiera)        | A     | Walid Jarmouni    |
| 14 | Costa d'Avorio (bandiera) | A     | Chris Bedia       |
| 15 | Senegal (bandiera)        | C     | Joseph Lopy       |
| 16 | Francia (bandiera)        | P     | Maxence Prévot    |
| 17 | Francia (bandiera)        | C     | Steve Ambri       |

| N. |                       | Ruolo | Calciatore          |
| -- | --------------------- | ----- | ------------------- |
| 18 | Senegal (bandiera)    | D     | Christophe Diedhiou |
| 19 | Francia (bandiera)    | D     | Romain Sans         |
| 20 | Francia (bandiera)    | C     | Younès Kaabouni     |
| 22 | Francia (bandiera)    | D     | Salem M'bakata      |
| 23 | Martinica (bandiera)  | D     | Boris Moltenis      |
| 24 | Francia (bandiera)    | D     | Nathan Zohoré       |
| 25 | Francia (bandiera)    | C     | Rassoul Ndiaye      |
| 26 | Francia (bandiera)    | A     | Alan Virginius      |
| 27 | Mali (bandiera)       | A     | Adama Niane         |
| 28 | Francia (bandiera)    | C     | Gaëtan Weissbeck    |
| 29 | Francia (bandiera)    | C     | Jérémy Livolant     |
| 33 | Portogallo (bandiera) | A     | Manuel Semedo       |
| 34 | Algeria (bandiera)    | C     | Samy Faraj          |
| 35 | Svizzera (bandiera)   | C     | Sidy Diagne         |
| 40 | Francia (bandiera)    | P     | Aubin Long          |

### Rosa 2019-2020
Aggiornata al 19 settembre 2019.
| N. |                            | Ruolo | Calciatore          |
| -- | -------------------------- | ----- | ------------------- |
| 2  | Francia (bandiera)         | D     | Pape Paye           |
| 3  | Francia (bandiera)         | D     | Nicolas Senzemba    |
| 4  | Camerun (bandiera)         | D     | Adolphe Teikeu      |
| 6  | Senegal (bandiera)         | C     | Ousseynou Thioune   |
| 7  | Francia (bandiera)         | A     | Sofiane Diop        |
| 8  | Algeria (bandiera)         | C     | Sofiane Daham       |
| 9  | Guyana francese (bandiera) | A     | Sloan Privat        |
| 10 | Francia (bandiera)         | A     | Fabien Ourega       |
| 12 | Inghilterra (bandiera)     | A     | Tope Obadeyi        |
| 13 | Francia (bandiera)         | D     | Christopher Rocchia |
| 14 | Costa d'Avorio (bandiera)  | A     | Thomas Touré        |
| 15 | Francia (bandiera)         | A     | Bryan Lasme         |
| 16 | Francia (bandiera)         | P     | Maxence Prévot      |
| 17 | Francia (bandiera)         | D     | Rayan Senhadji      |
| 18 | Senegal (bandiera)         | D     | Christophe Diedhiou |
| 19 | Francia (bandiera)         | D     | Romain Sans         |

| N. |                         | Ruolo | Calciatore        |
| -- | ----------------------- | ----- | ----------------- |
| 20 | Francia (bandiera)      | C     | Younès Kaabouni   |
| 21 | Francia (bandiera)      | C     | Martin François   |
| 22 | RD del Congo (bandiera) | D     | Salem Mbakata     |
| 23 | Martinica (bandiera)    | D     | Boris Moltenis    |
| 25 | Francia (bandiera)      | C     | Rassoul Ndiaye    |
| 26 | Francia (bandiera)      | D     | Jason Pendant     |
| 27 | Senegal (bandiera)      | A     | Abdoulaye Sané    |
| 28 | Francia (bandiera)      | C     | Gaëtan Weissbeck  |
| 29 | Francia (bandiera)      | A     | Jérémy Livolant   |
| 30 | Ghana (bandiera)        | P     | Lawrence Ati-Zigi |
| 31 | Francia (bandiera)      | A     | Victor Glaentzlin |
| 32 | Francia (bandiera)      | C     | Isaak Umbdenstock |
| 33 | Francia (bandiera)      | C     | Melvin Sitti      |
| 40 | Francia (bandiera)      | P     | Aubin Long        |
|    | Francia (bandiera)      | D     | Nathan Zohore     |

## Rose stagioni passate
- 2016-2017
- 2015-2016
- 2014-2015

## Giocatori celebri
- Lucien Laurent, primo giocatore in assoluto a realizzare un gol nei Mondiali di calcio.

### Vincitori di titoli
Campioni d'Europa
- Albert Rust (Francia 1984)

Campioni d'Africa
- Joseph Lopy (Camerun 2021)

## Palmarès

### Competizioni nazionali
- Campionato francese: 2

1934-1935, 1937-1938
- Coppa di Francia: 2

1937-1938, 2006-2007
- Coppa di Lega francese: 1

2003-2004
- Coppa Charles Drago: 3

1953, 1963, 1964
- Campionato francese di seconda divisione: 3

1946-1947, 1987-1988 (girone A), 2000-2001

### Competizioni giovanili
- Coppa Gambardella: 3

1983, 2007, 2015
- Championnat National U19: 1

2002-2003
- Championnat National U17: 1

2009-2010

### Altri piazzamenti
- Campionato francese:

Secondo posto: 1936-1937, 1952-1953, 1979-1980
Terzo posto: 1968-1969, 1971-1972, 1975-1976, 1981-1982
- Campionato francese di seconda divisione:

Secondo posto: 1963-1964, 1987-1988
Terzo posto: 1960-1961, 1962-1963, 1997-1998
- Coppa di Francia:

Finalista: 1958-1959, 1966-1967, 1987-1988
Semifinalista: 1935-1936
- Coppa di Lega francese:

Finalista: 2002-2003
Semifinalista: 1984, 1998-1999
- Supercoppa francese:

Finalista: 2007
- Coppa Charles Drago:

Semifinalista: 1954, 1957, 1961
- Coppa UEFA:

Semifinalista: 1980-1981
- Coppa Intertoto UEFA:

Semifinalista: 2002
- Coppa delle Alpi:

Finalista: 1981
- Coppa dei Vincitori:

Finalista: 1935

## Statistiche e record

### Statistiche nelle competizioni UEFA
Tabella aggiornata alla fine della stagione 2018-2019.
| Competizione                  | Partecipazioni | G  | V  | N  | P  | RF | RS |
| ----------------------------- | -------------- | -- | -- | -- | -- | -- | -- |
| Coppa UEFA/UEFA Europa League | 9              | 38 | 17 | 10 | 11 | 55 | 38 |
| Coppa Intertoto               | 1              | 6  | 3  | 1  | 2  | 7  | 4  |